# Salutaridinolo 7-O-acetiltransferasi
La Salutaridinolo 7-O-acetiltransferasi è un enzima appartenente alla classe delle transferasi, che catalizza la seguente reazione:
acetil-CoA + salutaridinolo ⇄ CoA + 7-O-acetilsalutaridinolo
L'enzima è presente nel papavero, Papaver somniferum. A pH 8-9 il prodotto, 7-O-acetilsalutaridinolo, spontaneamente chiude il suo ponte ossido 4→5 mediante  eliminazione allilica, per generare la tebaina, precursore della morfina.